# António Bieito Fandiño
António Bieito Fandiño Martínez (Albixoi, 1770-Valladolid, 1831) fou un periodista liberal.
Estant pres a Compostel·la, l'any 1812 va compondre el sainet A casamenterira, publicat a Ourense l'any 1849.